# Isola Kaplja
L'isola Kaplja (in russo остров Капля, ostrov Kaplja; in italiano "goccia") è una piccola isola russa che fa parte dell'arcipelago di Severnaja Zemlja ed è bagnata dal mare di Kara.
Amministrativamente fa parte del Tajmyrskij rajon del Territorio di Krasnojarsk, nel Distretto Federale Siberiano.

## Geografia
Kaplja è situata a nord della costa settentrionale dell'isola del Pioniere, si trova a 500 m a est di capo Cholmistyj (мыс Холмистый); è lunga circa 300 m.